# Ijnisinya
Ijnisinya, en arabe : اجنسنيا, est un village du gouvernorat de Naplouse en Palestine, situé à 6 km au nord-ouest de Naplouse, au centre de la Cisjordanie.
Selon le recensement du bureau central palestinien des statistiques, la localité compte une population de 585 habitants en 2017.